# Dieter Borst
Dieter Borst (Schramberg, 12 maggio 1950) è un pittore tedesco.

## Biografia
- 1969 Studio a la scuola d'arte americana a Monaco di Baviera
- 1972 Viaggio di studio per sei mesi in Africa occidentale
- 1973 Inizio dei lavori di grafica
- 1997 Trasloco a Gran Canaria
- 2007 Perdita del suo studio da un incendio sull'isola Gran Canaria
- Centinaia d'immagini da tutte le fasi del suo lavoro sono stati distrutte

Borst riduce tutto ad un minimo. Manca tutto ciò che può disturbare. Tonalità calde e tenui, oltre a  determinare il colore nero suoi quadri. Rompe elementi e li mette di nuovo insieme. Tutti gli elementi  sono parti dalla natura. Linee uniformemente sono interrotti da campi colorati. Le linee spesso vanno oltre il campo.

## Galleria d'immagini

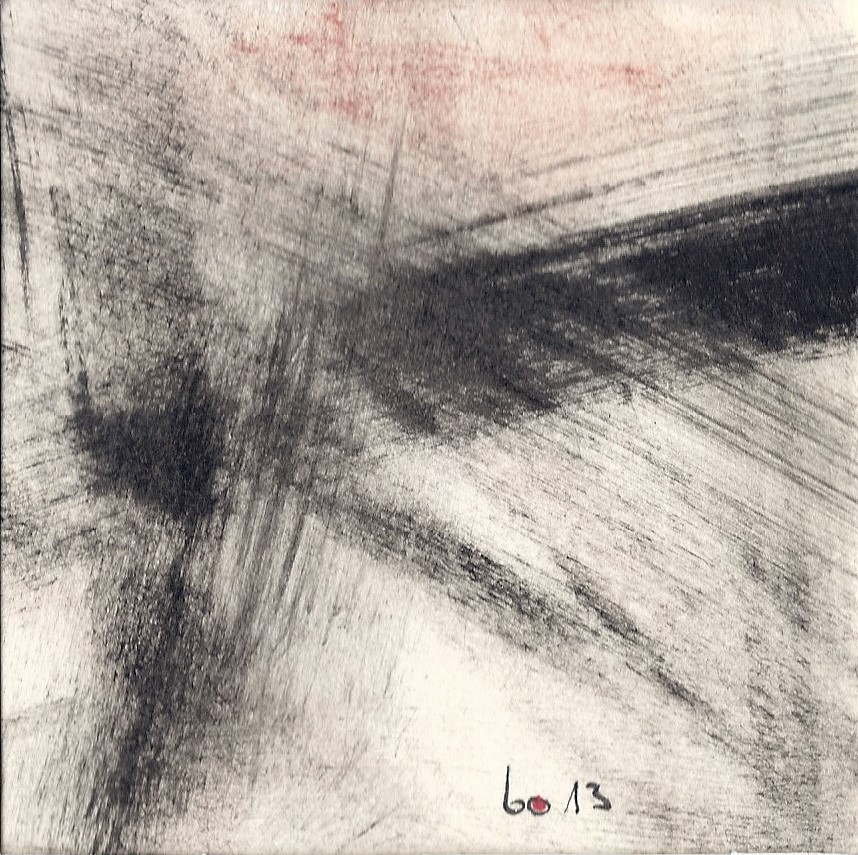
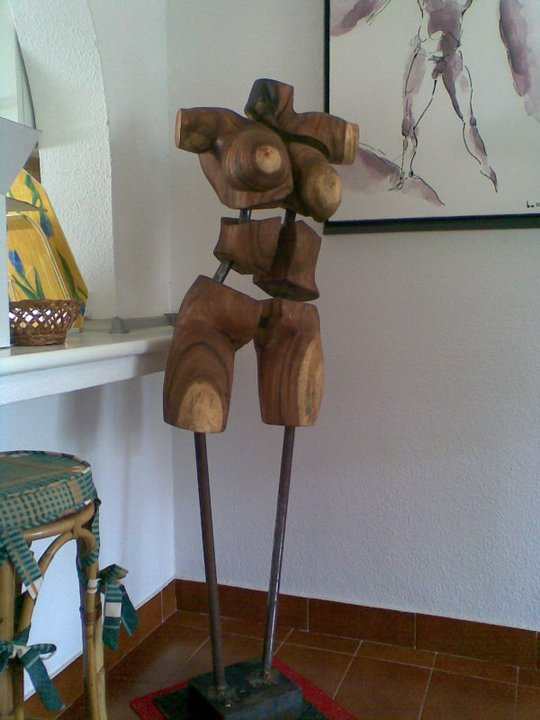
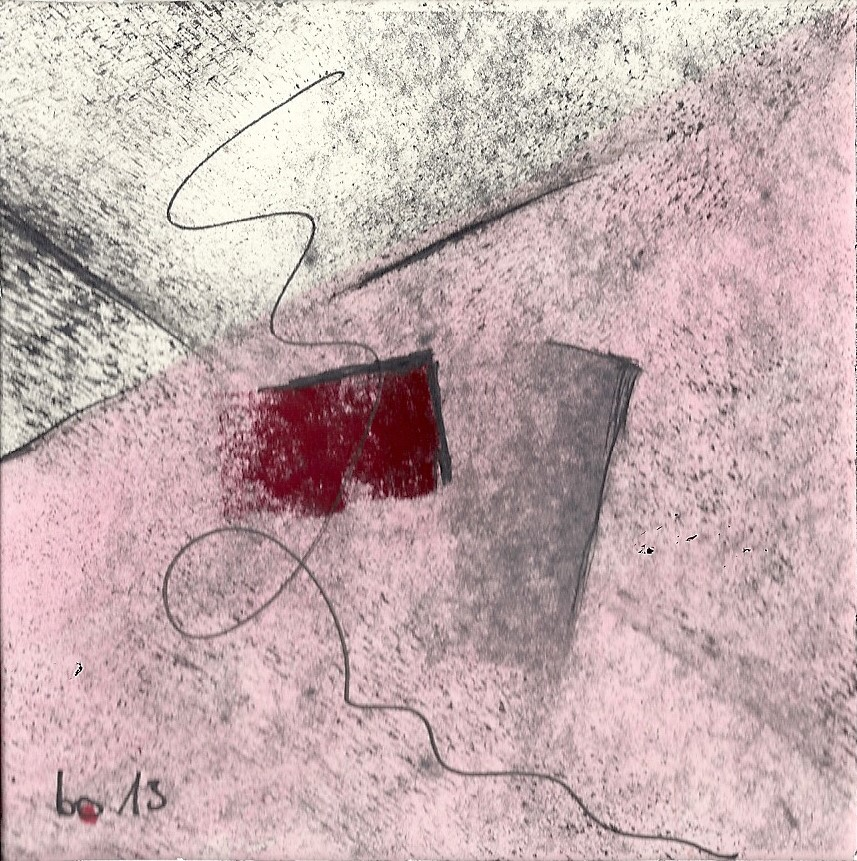
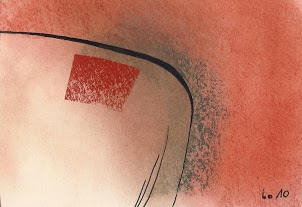
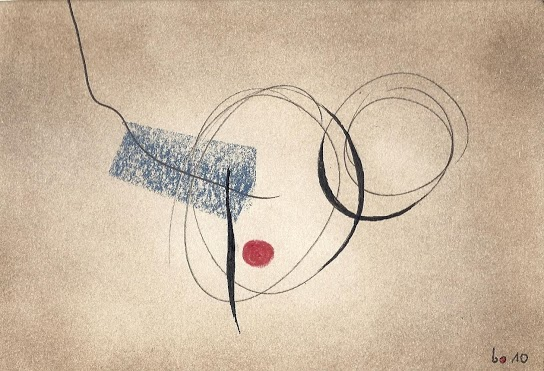
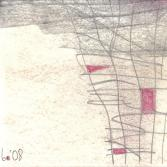
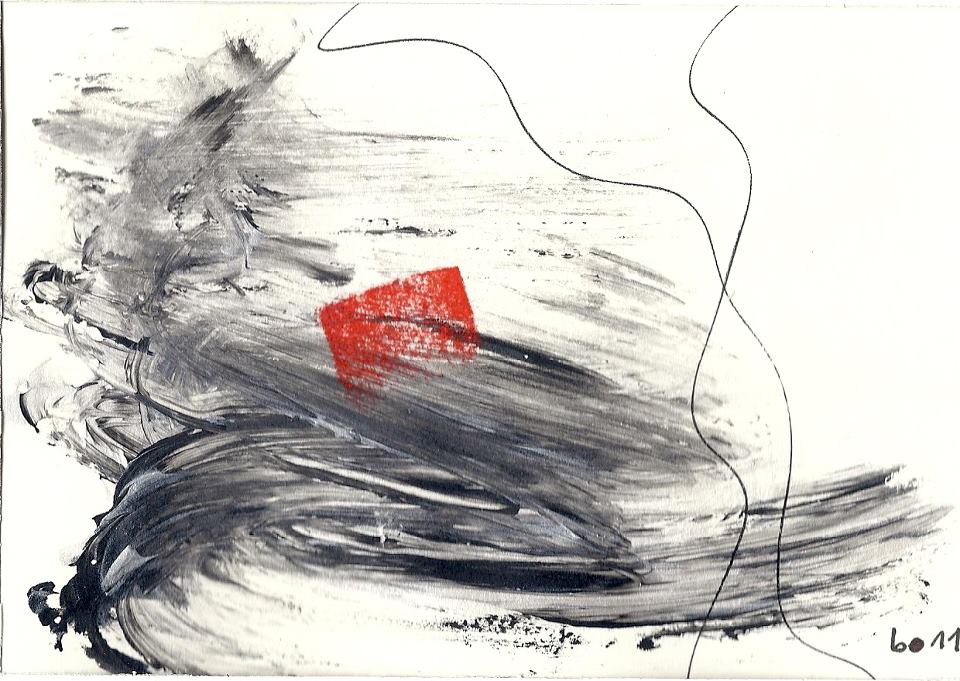
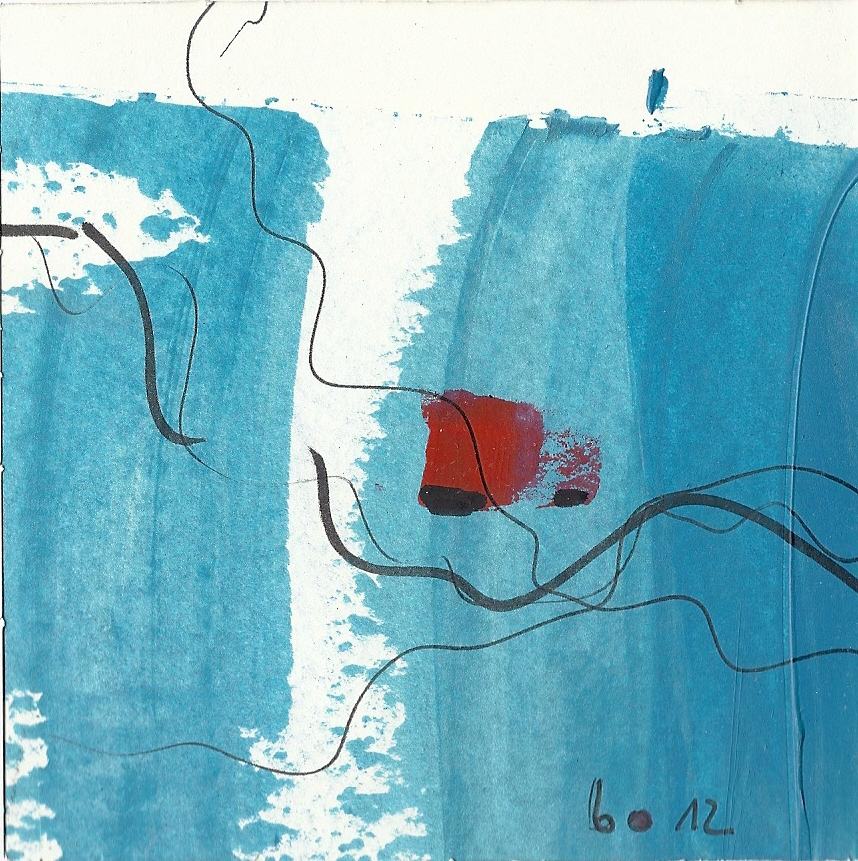
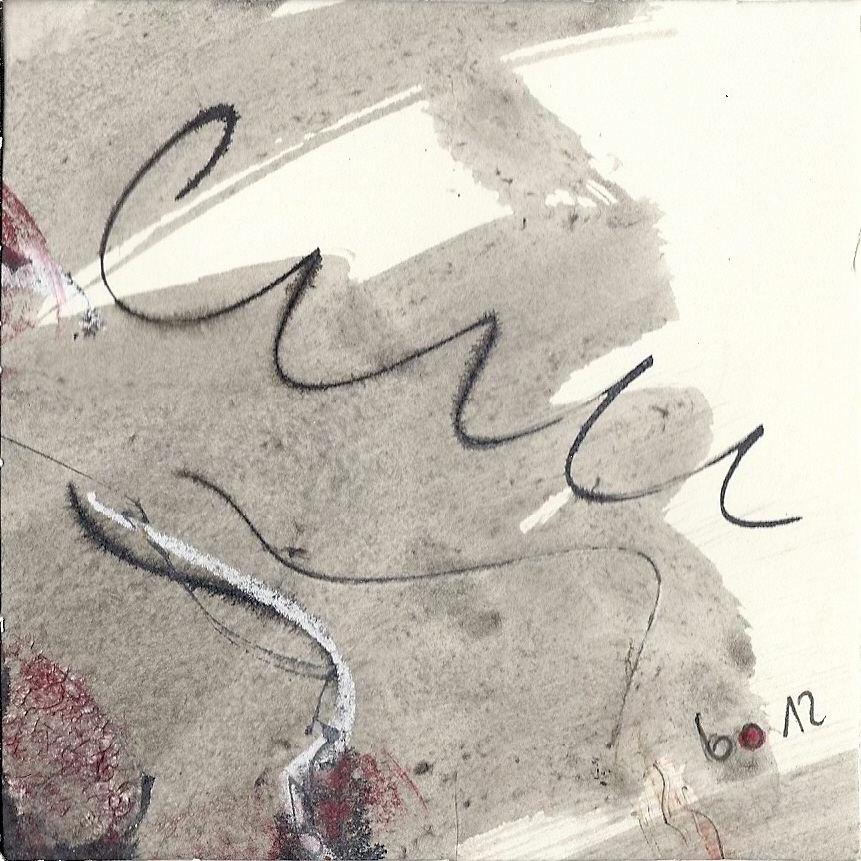
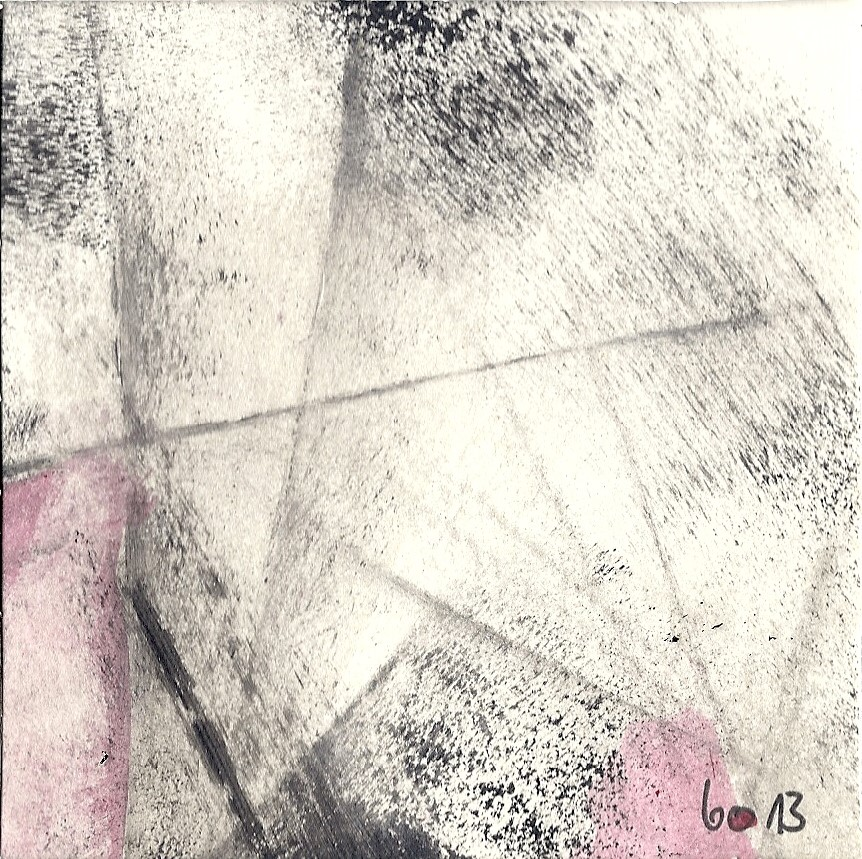
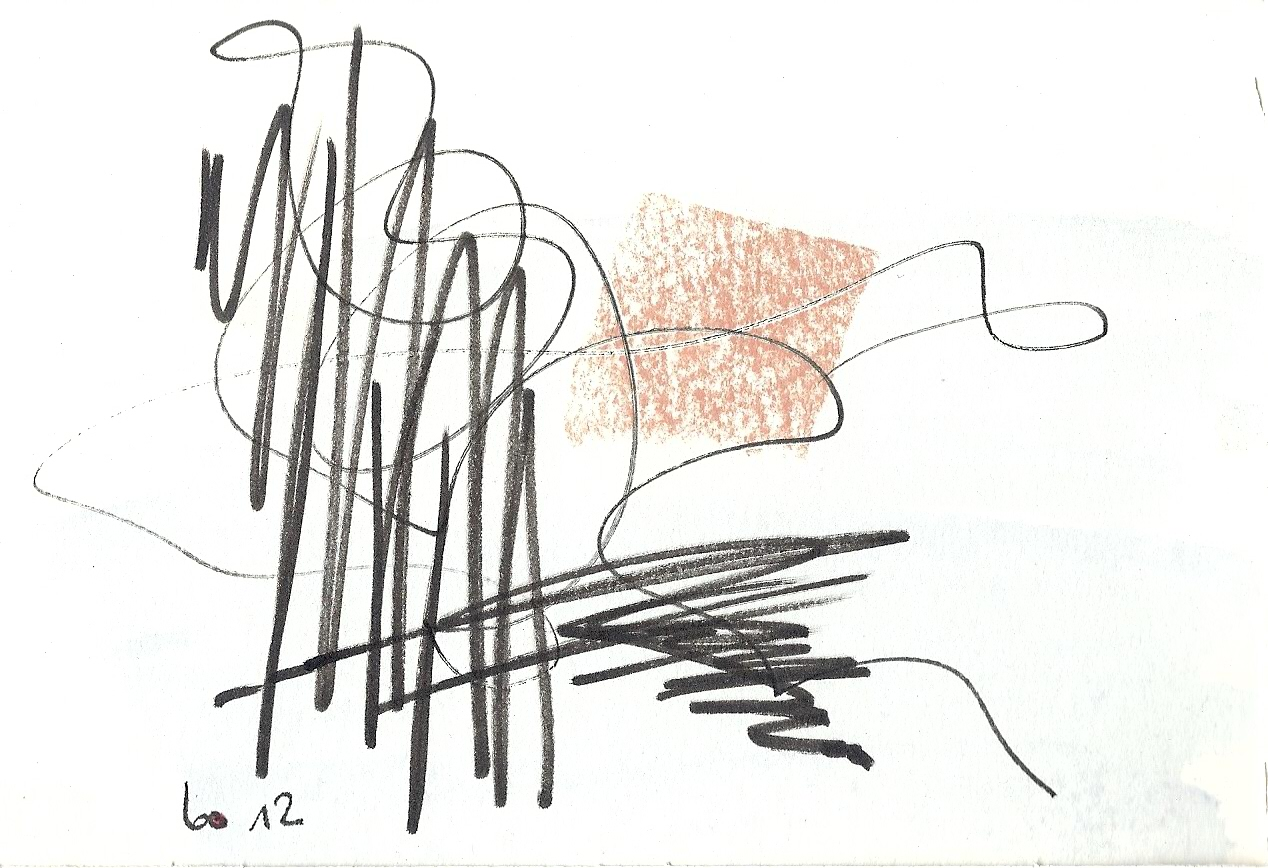
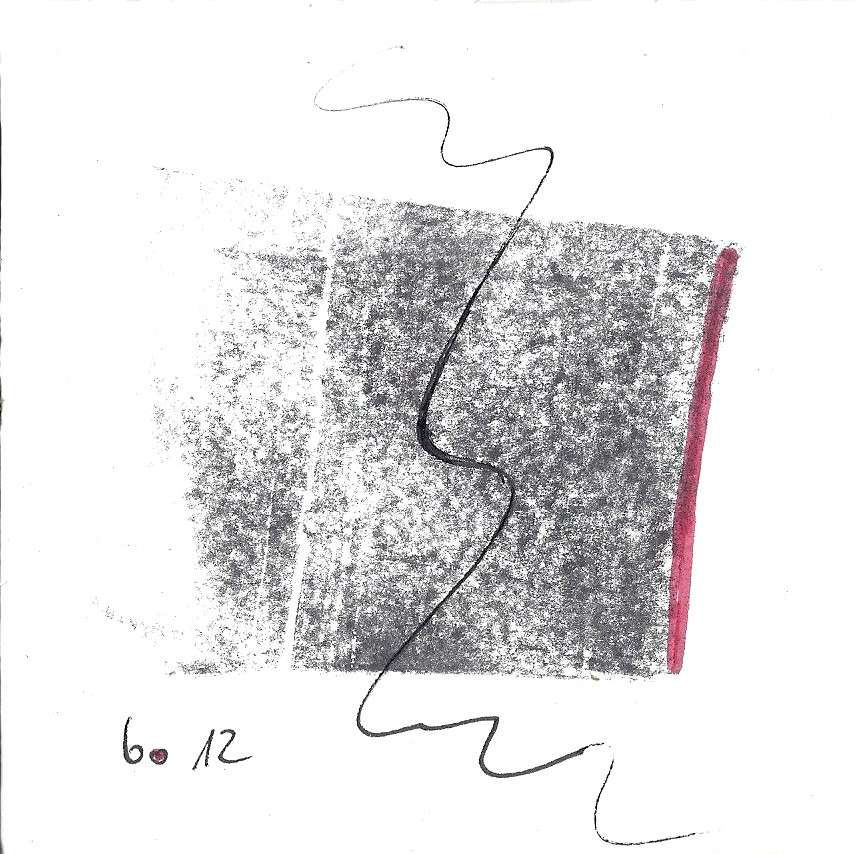

## Musei / Gallerie
- Broadway Gallery, Nuova York
- Gallery Colonial House Inn, Nuova York
- The Grand, Fort Lauderdale, Florida
- Gallerie Tempestas, Colo
- Galeria de Arte, Spagna/Gc